# Beauport Harfangs
Beauport Harfangs byl kanadský juniorský klub ledního hokeje, který sídlil v Québecu ve stejnojmenné provincii. V letech 1990–1997 působil v juniorské soutěži Quebec Major Junior Hockey League. Své domácí zápasy odehrával v hale Aréna Marcel Bédard s kapacitou 2 000 diváků.
Nejznámější hráči, kteří prošli týmem, byli např.: Martin Biron, Éric Dazé, Yannick Tremblay nebo Jean-Luc Grand-Pierre.

## Přehled ligové účasti
Zdroj: 
- 1990–1997: Quebec Major Junior Hockey League (Diliova divize)